# Banca Națională a Elveției
Banca Națională a Elveției (germană Schweizerische Nationalbank (SNB) franceză Banque Nationale Suisse (BNS), italiană Banca Nazionale Svizzera (BNS), retoroman Banca Naziunala Svizra (BNS)) este o bancă centrală cu sediul în Berna, care are o poziție financiară centrală independentă și care reprezintă conform constituției interesele naționale financiare din Elveția.
BNS este o societate pe acțiuni guvernată de Legea Băncii Naționale.

## Istoric
Banca Națională Elvețiană a fost fondată prin Legea federală privind Banca Națională Elvețiană, care a intrat în vigoare la 16 ianuarie 1906. Activitățile au început la 20 iunie 1907. În timpul Primului Război Mondial, Consiliul Federal Elvețian a instruit mai întâi banca să pună în circulație bancnote cu denominații mici. Consiliul Federal a devalorizat francul elvețian în 1936 și, ca urmare, o sumă de bani a fost pusă la dispoziția Băncii Naționale, pe care aceasta a depozitat-o apoi într-o rezervă în Contul de Egalizare a Valutelor pentru Viitor, pentru a fi utilizată în situații de urgență.